# 2,3,7,8-tetraclorodibenzo-p-diossina
La 2,3,7,8-tetraclorodibenzo-p-diossina, abbreviata TCDD e nota colloquialmente in Italia come diossina Seveso, è una policlorodibenzo-p-diossina dalla formula bruta C12H4Cl4O2. La TCDD di solito si forma come prodotto indesiderato nei processi di combustione di materiali organici.
È un inquinante organico persistente, diventato tristemente noto durante la guerra del Vietnam in quanto presente come contaminate nell'Agente Arancio e durante il disastro di Seveso nel 1976.

## Preparazione
La TCDD non è mai stata prodotta commercialmente ad eccezione di alcune reazioni controllate per ricerca. Normalmente si forma come sottoprodotto nella preparazione del triclorofenolo, sostanza impiegata nella produzione di erbicidi di uso civile e di diserbanti militari, in alcuni battericidi e fungicidi, e in vari processi tra cui combustioni di materiale organico in presenza di diversi composti clorurati. I principali metodi di valutazione della tossicità nelle diverse categorie di composti diossino-simili si riferiscono alla TCDD e la pongono quindi a valore unitario.

## Rischi
Non si può rallentare il processo di diffusione della TCDD nell'aria, nell'acqua e nelle catene alimentari in caso di incidente industriale o in caso di dispersione nell'ambiente, come è avvenuto in Vietnam in seguito all'utilizzo di potenti erbicidi (in particolare l'agente Arancio); la sostanza penetra nel terreno e tutti gli esseri viventi (piante, animali, uomo) ne vengono contaminati anche a distanza di anni. Gli effetti sono dunque, quasi sempre, irreversibili (l'incidente dell'ICMESA di Seveso ne è la prova: ancora oggi, pur avendo rimosso e confinato i materiali contaminati, si registrano elevati livelli di TCDD nel sottosuolo).
La principale fonte di esposizione umana alla TCDD e alle diossine in generale è l'alimentazione; altre possibili fonti di esposizione sono l'inalazione, l'ingestione di polveri contaminate e il contatto con la pelle.
La TCDD è una sostanza altamente tossica in grado di provocare danni gravissimi alla pelle, al cuore, ai reni, al fegato, allo stomaco e al sistema linfatico; studi specialistici sulla sostanza hanno portato alla scoperta di un alto pericolo cancerogeno per l'uomo e per gli animali. È stata classificata dalla IARC come sicuramente cancerogena e inserita nel gruppo 1, Cancerogeni per l'uomo dal 1997. Soprattutto nell'uomo la TCDD colpisce particolarmente in forma tumorale il fegato e gli organi genitali: famosi sono i casi di endometriosi nelle donne e riduzione dei testicoli negli uomini.
Un altro grave rischio che la TCDD porta è la malformazione dei feti umani, con nascite di bambini mutilati, gravemente deformi o morti.
La TCDD porta a diverse conseguenze a seconda del tempo di esposizione alla contaminazione, a seconda della quantità immessa nell'area e a seconda di molti altri fattori. Per l'uomo il pericolo maggiore, oltre alla contaminazione diretta che porta in breve tempo alla comparsa della cloracne, è quello alimentare: infatti la TCDD, oltre a rappresentare la morte certa (chiaramente a seconda della quantità) per piccoli animali consumati dall'uomo (conigli, galline, volatili), si può inserire nella catena alimentare anche di altri animali più grandi, dove si deposita nei grassi. Stesso discorso vale per la flora e i suoi prodotti per l'uomo: frutta e verdura.
In Italia il caso più grave di inquinamento da TCDD è stato sicuramente il disastro di Seveso, provocato dall'ICMESA di Meda che colpì in maniera gravissima Seveso e altre città limitrofe.
La molecola di TCDD si rompe poco al di sopra degli 850 °C, valore determinato dall'energia di legame della molecola; condizione necessaria ma non sufficiente è che le griglie di incenerimento di rifiuti operino al di sopra di questa temperatura affinché l'impianto di incenerimento non emetta diossine.